# Йоанис Авгеринос
Йоанис А. Авгеринос (на гръцки: Ιωάννης Α. Αυγερινός) е гръцки солунски общественик.

## Биография
Авгеринос е от влашки произход. Баща му Авгеринос Д. Авгеринос е заможен търговец в Солун, чужд гражданин, един от основните спонсори на гръцките училища в града. Йоанис Авгеринос има австрийско гражданство и също натрупва значително богатство с търговия и става един от основните дейци на гръцката община в Солун, като се отличава с космополитни възгледи. През май 1876 година в квартала Агиос Хараламбос, в близост до американското консулство, укрива отвлечената българка Стефана от Богданци, която става причина за убийството на германския консул Хенри Абът и на френския Жул Мулен. През 1878 година след провала на Олимпийското въстание заедно Тимолеон Маврудис, A. Папагеоргиу, Периклис Хадзилазару и епископ Николай Китроски под егидата на Солунската митрополия и Солунското благотворително мъжко общество полага грижи за бежанците от района на Олимп. През 1889 година Авгеринос и Мизрахис са единствените гръцки членове на Солунската камара, които настояват за железопътната връзка между Гърция – Турция, докато останалите отхвърлят проекта заради опасност от деградация на Солун.
Името му носи улица в Солун.